# Зозуля-довгоніг велика
Зозуля-довгоніг велика (Carpococcyx renauldi) — вид зозулеподібних птахів родини зозулевих (Cuculidae). Мешкає в Індокитаї.

## Опис

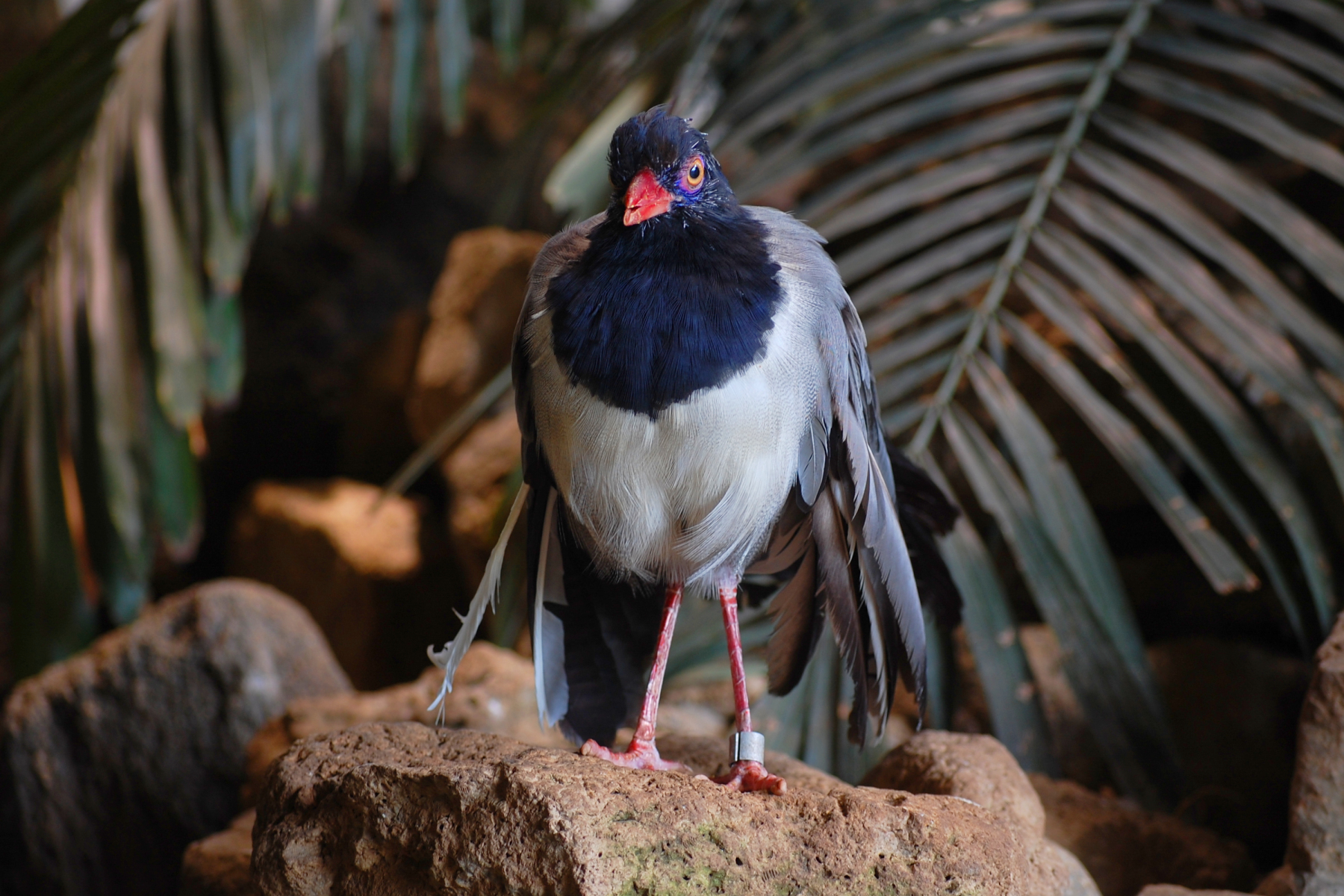
Велика зозуля-довгоніг (Зоопарк Торонто)

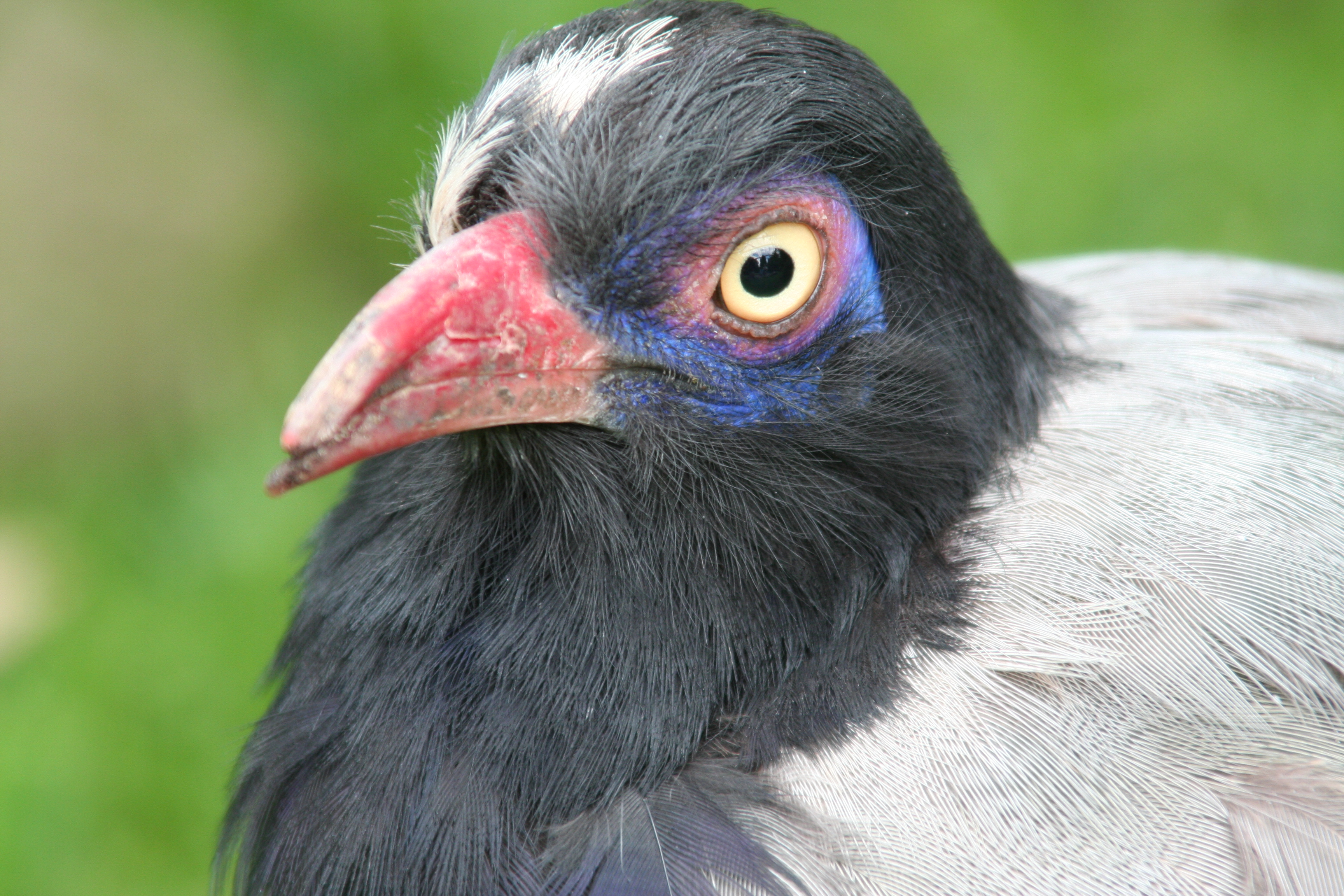
Голова великої зозулі-довгонога

Довжина птаха становить 55 см, з яких близько 33 см припадає на довгий хвіст. Виду не притаманний статевий диморфізм. Забарвлення переважно світло-сіре. Голова, шия. верхня частина грудей, хвіст і махові пера крил є блискучо-чорними. Навколо очей плями голої синьої шкіри, під очима широкі пурпурові кільця, райжужки жовті. Міцний дзьоб і довгі, міцні лапи мають червоне забарвлення. У молодих птахів голова темно-коричнева, лоб рудуватий, навколо очей плями голої сірої шкіри. Верхня частина тіла у них бурувата, гузка рудувато-коричнева, дзьоб темно-коричневий.

## Поширення і екологія
Великі зозулі-довгоноги мешкають в Таїланді, Камбоджі, Лаосі і В'єтнамі. Вони живуть у вологих рівнинних тропічних лісах і чагарникових заростях. Зустрічаються на висоті до 900 м над рівнем моря.

## Поведінка
Великі зозулі-довгоноги ведуть прихований спосіб життя, тому велику частину інформації щодо їх поведінки науковці отримали, спостерігаючи за птахами в неволі. Ці птахи живляться безхребетними і дрібними хребетними. На відміну від багатьох інших зозуль, великі зозулі-довгоноги не практикують гніздовий паразитизм. Гніздо робиться з гілок і листя та розміщується на висоті до 5 м над землею на дереві або в чагарниках. В кладці від 2 до 4 білих яєць. Інкубаційний період триває 18-19 днів, насиджують і самці, і самиці. Пташенята народжуються голими, шкіра у них коричнева. Вони відкривають очі на 5 день, покидають гніздо у віці 17-19 днів і починають самостійно шукати їжу на 28 день. Через 50-60 днів після народження вони стають повністю самостійними.

## Збереження
МСОП класифікує цей вид як вразливий. Великі зозулі-довгоноги є рідкісним, малодослідженим видом, якому загрожує знищення природного середовища.